# Mousa Dembélé
Pour les articles homonymes, voir Dembélé.
Ne pas confondre avec Moussa Dembélé, footballeur français né en 1996.
Mousa Dembélé, né le 16 juillet 1987 à Wilrijk, une section de la ville d'Anvers, est un footballeur international belge qui joue au poste de milieu de terrain.
Formé au Koninklijk Berchem Sport jusqu'à ses 16 ans, puis au KFC Germinal Beerschot Anvers, Dembélé rejoint en 2012 les Anglais de Tottenham Hotspur après deux ans au Fulham FC.

## Biographie
Son père Yaya est malien et sa mère, Tilly Huygens, est belge flamande,.
Dembélé utilise l'orthographe « Mousa » pour son prénom (par exemple sur son compte Twitter) ainsi qu'en club et en équipe nationale. Cependant dans une interview en 2016, il précisa que l'orthographe correcte de son prénom était « Moussa ».

### Carrière en club

#### De Berchem Sport au Germinal Beerschot (2004-2005)
Mousa Dembélé a passé une partie de sa jeunesse à Tunis, puis a été formé complètement au Berchem Sport ; il signe son premier contrat professionnel à 16 ans au Germinal Beerschot Anvers. Il y hésite entre le poste de milieu offensif et celui d'attaquant. C'est pourquoi aujourd'hui, alors qu'il a évolué comme attaquant à Willem II, il est capable de descendre d'un cran en équipe nationale et de distribuer des passes décisives dans le dos de ses coéquipiers. Sa vitesse et sa puissance lui permettent de travailler autant au milieu du jeu que devant le but. La première année au GBA, il ne monte qu'une seule fois comme remplaçant. En revanche, il jouera tous les matchs du deuxième tour l'année suivante et y inscrit un but.

#### Willem II Tilburg (2005-2006)
Mais déjà à l'étroit dans un club anversois bien pauvre, il force son transfert à Willem II, aux Pays-Bas. Il joue tous les matchs du championnat à l'exception d'un seul et marque neuf buts. 

#### AZ Alkmaar (2006-2010)
Willem II est un tremplin pour Mousa qui part pour un club plus riche, l'AZ Alkmaar, qui joue le titre et la coupe d'Europe. Quelques jours avant son transfert, il joue son premier match pour le compte de l'équipe nationale. Il a alors 19 ans.
Lors des saisons 2007 et 2008, il joue également tous les matchs du championnat mais sa position de milieu offensif lui fait marquer beaucoup moins de buts et donner beaucoup plus d'assists. Très à l'aise à l'AZ, il tape dans l'œil de René Vandereycken, le sélectionneur belge, qui en fait un titulaire afin de remplacer Émile Mpenza en attaque. Mousa Dembélé joue également pour les espoirs lors de l'Euro. L'équipe nationale belge des espoirs atteint les demi-finales de l'Euro 2007 et obtient une quatrième place aux jeux olympiques de 2008 où il inscrit un doublé face à l'Italie en quart de finale. Mousa Dembélé faisait partie de l'équipe-type lors de ces deux grandes compétitions. Lors de la saison 2008-2009, Mousa prend de l'envergure avec l'AZ puisque son club est leader du championnat des Pays-Bas. L'avant-centre n'avait jamais été titulaire dans un club leader.

#### Fulham FC (2010-2012)
Le 18 août 2010, il signe à Fulham, club de Premier League, pour un montant de 6,5 millions d'euros. Lors de son premier match, contre Port Vale pour le deuxième tour de la Carling Cup, il fait trembler les filets pour la première fois (6-0). Quelques jours plus tard, pour son premier match de Premier League, contre Blackpool, il offre deux passes décisives à ses équipiers (2-2). À la quatrième journée de championnat face aux loups de Wolverhampton, il est l'auteur d'un doublé dont un but à la dernière minute de jeu grâce à un coup franc dévié par le montant. Il donne alors la victoire aux Cottagers (2-1). Grâce à ses débuts réussis en Angleterre, Dembélé est retenu par Georges Leekens pour toute la campagne de qualification de l'équipe nationale pour l'Euro 2012. Mais l'équipe ne parvient pas à se qualifier.

#### Tottenham Hotspur (2012-2019)
Le 29 août 2012, Fulham et Tottenham Hotspur annoncent avoir trouvé un accord pour le transfert de Dembélé,. Il marque son premier but avec Tottenham lors de son premier match, contre Norwich (1-1).
Le 9 mai 2016, dans son bulletin hebdomadaire, l'Observatoire du football du Centre International d’Étude du Sport fait de lui le meilleur milieu box-to-box du «Big 5» (les cinq grands championnats européens : Bundesliga, Liga, Ligue 1, Premier League, Serie A) devant Blaise Matuidi et İlkay Gündoğan.

#### Guangzhou R&F (2019-2022)
Le 17 janvier 2019, il s'engage avec le Guangzhou R&F. En février 2022, Mousa Dembélé annonce qu'il prendra sa retraite à l'issue de son contrat actuel.

### Carrière internationale
Mousa Dembélé joua son premier match international le 20 mai 2006  lors d'une rencontre amicale contre la Slovaquie, en remplaçant Luigi Pieroni. Il marqua son premier but international en octobre 2006 contre l'Azerbaïdjan. 
Dembélé disputa sa première compétition internationale lors des Jeux olympiques 2008, les Belges s'inclineront en demi-finales contre le Nigeria. Il aura joué tous les matchs de la compétition. 
Il est sélectionné par Marc Wilmots pour disputer la Coupe du monde 2014, les Diables Rouges s'inclinent en quarts de finale contre l'Argentine (1-0), futur finaliste de la compétition. Deux ans plus tard, il est à nouveau convoqué par Wilmots pour disputer l'Euro 2016 où les Diables rouges atteignent les quarts de finale, s'inclinant contre les Pays de Galles (1-3).
Mousa Dembélé dispute sa dernière grande compétition internationale lors de la Coupe du monde 2018, les Belges s'inclinent en demi-finale contre la France (0-1), future championne de l'édition mais décrochent la troisième place en s'imposant contre l'Angleterre (2-0). 

## Statistiques

### En club
| Saison                | Club                  | Championnat           | Championnat | Championnat | Championnat | Coupe nationale | Coupe nationale | Coupe nationale | Coupe de la Ligue | Coupe de la Ligue | Coupe de la Ligue | Supercoupe | Supercoupe | Supercoupe | Compétition(s) continentale(s) | Compétition(s) continentale(s) | Compétition(s) continentale(s) | Compétition(s) continentale(s) | Autres compétitions | Autres compétitions | Autres compétitions | Autres compétitions | Belgique | Belgique | Belgique | Total | Total | Total |
| Saison                | Club                  | Division              | M.          | B.          | P.d.        | M.              | B.              | P.d.            | M.                | B.                | P.d.              | M.         | B.         | P.d.       | Comp.                          | M.                             | B.                             | P.d.                           | Comp.               | M.                  | B.                  | P.d.                | M.       | B.       | P.d.     | M.    | B.    | P.d.  |
| 2003-2004             | Germinal Beerschot    | Division 1            | 1           | 0           | 0           | -               | -               | -               | -                 | -                 | -                 | -          | -          | -          | -                              | -                              | -                              | -                              | -                   | -                   | -                   | -                   | -        | -        | -        | 1     | 0     | 0     |
| 2004-2005             | Germinal Beerschot    | Division 1            | 19          | 1           | 3           | 3               | 1               | 0               | -                 | -                 | -                 | -          | -          | -          | -                              | -                              | -                              | -                              | -                   | -                   | -                   | -                   | -        | -        | -        | 22    | 2     | 3     |
| Sous-total            | Sous-total            | Sous-total            | 20          | 1           | 3           | 3               | 1               | 0               | -                 | -                 | -                 | -          | -          | -          | -                              | -                              | -                              | -                              | -                   | -                   | -                   | -                   | -        | -        | -        | 23    | 2     | 3     |
| 2005-2006             | Willem II Tilburg     | Eredivisie            | 33          | 9           | 5           | 1               | 0               | 0               | -                 | -                 | -                 | -          | -          | -          | C3                             | 2                              | 0                              | 0                              | PO                  | 3                   | 1                   | 1                   | 2        | 0        | 0        | 41    | 10    | 6     |
| Sous-total            | Sous-total            | Sous-total            | 33          | 9           | 5           | 1               | 0               | 0               | -                 | -                 | -                 | -          | -          | -          | -                              | 2                              | 0                              | 0                              | -                   | 3                   | 1                   | 1                   | 2        | 0        | 0        | 41    | 10    | 6     |
| 2006-2007             | AZ Alkmaar            | Eredivisie            | 33          | 6           | 4           | 5               | 4               | 0               | -                 | -                 | -                 | -          | -          | -          | C3                             | 12                             | 4                              | 2                              | PO                  | 2                   | 0                   | 0                   | 5        | 1        | 0        | 57    | 15    | 6     |
| 2007-2008             | AZ Alkmaar            | Eredivisie            | 33          | 3           | 4           | 1               | 0               | 0               | -                 | -                 | -                 | -          | -          | -          | C3                             | 6                              | 1                              | 1                              | -                   | -                   | -                   | -                   | 8        | 3        | 0        | 48    | 7     | 5     |
| 2008-2009             | AZ Alkmaar            | Eredivisie            | 23          | 10          | 1           | 3               | 2               | 0               | -                 | -                 | -                 | -          | -          | -          | -                              | -                              | -                              | -                              | -                   | -                   | -                   | -                   | 6        | 1        | 2        | 32    | 13    | 3     |
| 2009-2010             | AZ Alkmaar            | Eredivisie            | 29          | 4           | 4           | 1               | 2               | 0               | -                 | -                 | -                 | 1          | 0          | 1          | C1                             | 6                              | 0                              | 0                              | -                   | -                   | -                   | -                   | 7        | 0        | 0        | 44    | 6     | 5     |
| Sous-total            | Sous-total            | Sous-total            | 118         | 23          | 13          | 10              | 8               | 0               | -                 | -                 | -                 | 1          | 0          | 1          | -                              | 24                             | 5                              | 3                              | -                   | 2                   | 0                   | 0                   | 26       | 5        | 2        | 181   | 41    | 19    |
| 2010-2011             | Fulham FC             | Premier League        | 24          | 3           | 3           | 2               | 1               | 1               | 2                 | 1                 | 0                 | -          | -          | -          | -                              | -                              | -                              | -                              | -                   | -                   | -                   | -                   | 5        | 0        | 0        | 33    | 5     | 4     |
| 2011-2012             | Fulham FC             | Premier League        | 36          | 2           | 3           | 1               | 0               | 0               | 1                 | 0                 | 0                 | -          | -          | -          | C3                             | 7                              | 0                              | 1                              | -                   | -                   | -                   | -                   | 6        | 0        | 0        | 51    | 2     | 4     |
| 2012-2013             | Fulham FC             | Premier League        | 2           | 0           | 0           | -               | -               | -               | -                 | -                 | -                 | -          | -          | -          | -                              | -                              | -                              | -                              | -                   | -                   | -                   | -                   | 1        | 0        | 0        | 3     | 0     | 0     |
| Sous-total            | Sous-total            | Sous-total            | 62          | 5           | 6           | 3               | 1               | 1               | 3                 | 1                 | 0                 | -          | -          | -          | -                              | 7                              | 0                              | 1                              | -                   | -                   | -                   | -                   | 12       | 0        | 0        | 87    | 7     | 8     |
| 2012-2013             | Tottenham Hotspur FC  | Premier League        | 30          | 1           | 3           | 2               | 0               | 0               | -                 | -                 | -                 | -          | -          | -          | C3                             | 10                             | 1                              | 2                              | -                   | -                   | -                   | -                   | 9        | 0        | 1        | 51    | 2     | 6     |
| 2013-2014             | Tottenham Hotspur FC  | Premier League        | 28          | 1           | 2           | 1               | 0               | 0               | 3                 | 0                 | 0                 | -          | -          | -          | C3                             | 9                              | 1                              | 0                              | -                   | -                   | -                   | -                   | 10       | 0        | 0        | 51    | 2     | 2     |
| 2014-2015             | Tottenham Hotspur FC  | Premier League        | 26          | 1           | 1           | 2               | 0               | 0               | 5                 | 0                 | 0                 | -          | -          | -          | C3                             | 7                              | 0                              | 0                              | -                   | -                   | -                   | -                   | 3        | 0        | 0        | 43    | 1     | 1     |
| 2015-2016             | Tottenham Hotspur FC  | Premier League        | 29          | 3           | 1           | 2               | 0               | 0               | -                 | -                 | -                 | -          | -          | -          | C3                             | 4                              | 1                              | 0                              | -                   | -                   | -                   | -                   | 4        | 0        | 0        | 39    | 4     | 1     |
| 2016-2017             | Tottenham Hotspur FC  | Premier League        | 30          | 1           | 2           | 3               | 0               | 0               | -                 | -                 | -                 | -          | -          | -          | C1+C3                          | 4+2                            | 0+0                            | 0+0                            | -                   | -                   | -                   | -                   | 3        | 0        | 0        | 42    | 1     | 2     |
| 2017-2018             | Tottenham Hotspur FC  | Premier League        | 28          | 0           | 0           | 4               | 0               | 0               | 2                 | 0                 | 0                 | -          | -          | -          | C1                             | 5                              | 0                              | 0                              | -                   | -                   | -                   | -                   | 11       | 0        | 1        | 50    | 0     | 1     |
| 2018-2019             | Tottenham Hotspur FC  | Premier League        | 10          | 0           | 0           | -               | -               | -               | 1                 | 0                 | 1                 | -          | -          | -          | C1                             | 2                              | 0                              | 0                              | -                   | -                   | -                   | -                   | 2        | 0        | 0        | 15    | 0     | 1     |
| Sous-total            | Sous-total            | Sous-total            | 181         | 7           | 9           | 14              | 0               | 0               | 11                | 0                 | 1                 | -          | -          | -          | -                              | 43                             | 3                              | 2                              | -                   | -                   | -                   | -                   | 42       | 0        | 2        | 291   | 10    | 14    |
| 2019                  | Guangzhou R&F         | CSL                   | 26          | 1           | 4           | -               | -               | -               | -                 | -                 | -                 | -          | -          | -          | -                              | -                              | -                              | -                              | -                   | -                   | -                   | -                   | -        | -        | -        | 26    | 1     | 4     |
| 2020                  | Guangzhou R&F         | CSL                   | 8           | 0           | 0           | -               | -               | -               | -                 | -                 | -                 | -          | -          | -          | -                              | -                              | -                              | -                              | PO                  | 5                   | 0                   | 0                   | -        | -        | -        | 13    | 0     | 0     |
| 2021                  | Guangzhou R&F         | CSL                   | 8           | 0           | 0           | -               | -               | -               | -                 | -                 | -                 | -          | -          | -          | -                              | -                              | -                              | -                              | -                   | -                   | -                   | -                   | -        | -        | -        | 8     | 0     | 0     |
| 2022                  | Guangzhou R&F         | CSL                   | -           | -           | -           | -               | -               | -               | -                 | -                 | -                 | -          | -          | -          | -                              | -                              | -                              | -                              | -                   | -                   | -                   | -                   | -        | -        | -        | 0     | 0     | 0     |
| Sous-total            | Sous-total            | Sous-total            | 42          | 1           | 4           | -               | -               | -               | -                 | -                 | -                 | -          | -          | -          | -                              | -                              | -                              | -                              | -                   | 5                   | 0                   | 0                   | -        | -        | -        | 47    | 1     | 4     |
| Total sur la carrière | Total sur la carrière | Total sur la carrière | 456         | 46          | 40          | 31              | 10              | 1               | 14                | 1                 | 1                 | 1          | 0          | 1          | -                              | 76                             | 8                              | 6                              | -                   | 10                  | 1                   | 1                   | 82       | 5        | 4        | 670   | 71    | 54    |

### Buts internationaux
| Buts internationaux de Mousa Dembélé | Buts internationaux de Mousa Dembélé | Buts internationaux de Mousa Dembélé             | Buts internationaux de Mousa Dembélé | Buts internationaux de Mousa Dembélé | Buts internationaux de Mousa Dembélé | Buts internationaux de Mousa Dembélé | Buts internationaux de Mousa Dembélé |
|                                      | Date                                 | Lieu                                             | Adversaire                           | Score                                | Résultat                             | Compétition                          |                                      |
| ------------------------------------ | ------------------------------------ | ------------------------------------------------ | ------------------------------------ | ------------------------------------ | ------------------------------------ | ------------------------------------ | ------------------------------------ |
| 1.                                   | 11 octobre 2006                      | Stade Constant Vanden Stock, Bruxelles, Belgique | Azerbaïdjan                          | 3-0                                  | 3-0                                  | Éliminatoires Euro 2008              |                                      |
| 2.                                   | 22 août 2007                         | Stade Roi-Baudouin, Bruxelles, Belgique          | Serbie                               | 1-0                                  | 3-2                                  | Éliminatoires Euro 2008              |                                      |
| 3.                                   | 22 août 2007                         | Stade Roi-Baudouin, Bruxelles, Belgique          | Serbie                               | 3-1                                  | 3-2                                  | Éliminatoires Euro 2008              |                                      |
| 4.                                   | 17 octobre 2007                      | Stade Roi-Baudouin, Bruxelles, Belgique          | Arménie                              | 2-0                                  | 3-0                                  | Éliminatoires Euro 2008              |                                      |
| 5.                                   | 28 mars 2009                         | Cristal Arena, Genk, Belgique                    | Bosnie-Herzégovine                   | 1-1                                  | 2-4                                  | Éliminatoires Coupe du monde 2010    |                                      |

## Palmarès

### En club
Mousa Dembélé remporte, avec l'AZ Alkmaar, le Championnat des Pays-Bas en 2009 ainsi qu'une Supercoupe des Pays-Bas en 2009. Il est également finaliste de la Coupe des Pays-Bas en 2007.
Avec Tottenham ensuite, il est finaliste de la coupe de la Ligue en 2015 mais battu par Chelsea et vice-champion d'Angleterre en 2017.

### En sélections nationales
|  |  | Belgique olympique - Jeux olympiques : - Quatrième : 2008. |  | Belgique - Coupe du monde : - Troisième : 2018. |

### Distinctions personnelles
En 2007, il est second au prix du talent de l'année derrière le joueur du PSV Eindhoven Ibrahim Afellay. La même année, il est élu joueur de l'année par les supporters de l'AZ Alkmaar.